# Алзобей
Алзобей (бур. Ользобэ) — деревня в Аларском районе Усть-Ордынского Бурятского округа Иркутской области. Входит в муниципальное образование «Аларь».

## География
Деревня расположена в 30 км юго-юго-западнее районного центра, на высоте 516 м над уровнем моря.

## Внутреннее деление
Состоит из 2 улиц: Центральной и Школьной.

## Происхождение названия
Название Алзобей (бур. Ользобэ) происходит, вероятно, от имени одного из предводителей бурятского рода хонгодоры Олзобэ — отца Молонтоя, который перекочевал в эти земли в XVII веке из Монголии.

## Население
| 2002 | 2010 | 2011 | 2012 |
| ---- | ---- | ---- | ---- |
| 171  | ↘144 | ↘143 | ↘133 |

## Известные уроженцы
- Соктоев, Александр Бадмаевич (23 февраля 1931 — 3 июля 1998) — российский учёный, директор Института филологии Объединённого института истории, филологии и философии СО РАН (1991—1998), заведующий сектором фольклора народов Сибири, доктор филологических наук, профессор, член-корреспондент АН СССР (1990; член-корреспондент РАН c 1991).